# Лирсен, Эрика
Эрика Лирсен (англ. Erica Leerhsen; род. 14 февраля 1976 в Нью-Йорке) — американская актриса.

## Биография
Эрика Лирсен родилась в Нью-Йорке, 14 февраля 1976 года. После окончания школы она обучалась в Колледже изящных искусств Бостонского университета. Первую роль в кино Эрика исполнила в 2000 году, в короткометражной ленте «Junior Creative». В этом же году молодая актриса получила одну из главных ролей в фильме «Ведьма из Блэр 2: Книга теней».

## Фильмография
| Год  | Название на русском           | Название в оригинале           | Роль         |
| ---- | ----------------------------- | ------------------------------ | ------------ |
| 2000 | Ведьма из Блэр 2: Книга теней | Book of Shadows: Blair Witch 2 | Эрика Гирсон |
| 2002 | Голливудский финал            | Hollywood Ending               |              |
| 2003 | Кое-что ещё                   | Anything Else                  | Конни        |
| 2003 | Техасская резня бензопилой    | The Texas Chainsaw Massacre    | Пайпер       |
| 2004 |                               | The Warrior Class              | Энни         |
| 2005 | Маленькие Афины               | Little Athens                  | Хизэр        |
| 2006 | Без ума от любви              | Mozart and the Whale           |              |
| 2007 | Поворот не туда 2: Тупик      | Wrong Turn 2                   | Нина Пэпас   |
| 2009 |                               | Lonely Joe                     | Мишель       |
| 2010 |                               | The Message                    | Анна         |
| 2010 | Комната бабочек               | The Butterfly Room             | Клаудиа      |
| 2014 | Магия лунного света           | Magic in the Moonlight         | Кэролайн     |

| Год       | Название на русском               | Название в оригинале | Роль         | Примечания             |
| --------- | --------------------------------- | -------------------- | ------------ | ---------------------- |
| 2001–2002 | Защитник                          | The Guardian         | Аманда       | в тринадцати эпизодах  |
| 2001      | Клан Сопрано                      | The Sopranos         | Бриджит      | в одном эпизоде (3.1)  |
| 2003      | Шпионка                           | Alias                | Кая          | в одном эпизоде (3.9)  |
| 2005      | Говорящая с призраками            | Ghost Whisperer      | Хоуп         | в одном эпизоде (1.7)  |
| 2006      | C.S.I.: Место преступления Майами | CSI: Miami           | Бренда       | в одном эпизоде (4.12) |
| 2008      | Организм                          | Living Hell          | Кэри Фриборн | фильм для ТВ           |
| 2011      | Хорошая жена                      | The Good Wife        | Дана Брильо  | в одном эпизоде (2.22) |
| 2012      | В поле зрения                     | Person of Interest   | Эми          | в одном эпизоде (2.7)  |